# إميلي باتي
إميلي باتي (بالإنجليزية: Emily Batty) مواليد 16 يونيو 1988 في أونتاريو، كندا، هي دراج كندي. شاركت في دورة الألعاب الأولمبية الصيفية.

## الميداليات
| الميدالية | المسابقة                  |
| --------- | ------------------------- |
| فضية      | دورة ألعاب الكومنولث 2014 |

## وصلات خارجية
- الموقع الرسمي

## روابط خارجية
- إميلي باتي على موقع أرشيف الدراجات (الإنجليزية)
- إميلي باتي على موقع إحصائيات الدراجات الإحترافية (الإنجليزية)
- إميلي باتي على موقع MTB Data (الإنجليزية)
- إميلي باتي على موقع أوليمبيديا (الإنجليزية)
- إميلي باتي على موقع اللجنة الأولمبية الكندية (الإنجليزية)
- إميلي باتي على موقع اتحاد ألعاب الكومنولث (مؤرشف) (الإنجليزية)